# Точка Паррі
Точка Паррі — точка, пов'язана з трикутником, який лежить на площині. Точка є чудовою точкою трикутника і зазначена під назвою X(111) в Енциклопедії центрів трикутника. Точку Паррі названо на честь англійського геометра Сиріла Паррі (Cyril Parry), який вивчав її на початку 1990-х.

## Коло Паррі

Коло і точка Паррі. (G — центроїд, а J і K — точки Аполлонія трикутника ABC)

Нехай {\displaystyle ABC} — трикутник на площині. Коло, що проходить через центроїд і дві точки Аполлонія трикутника {\displaystyle ABC}, називають колом Паррі трикутника {\displaystyle ABC}. Рівняння кола Паррі в трилінійних координатах
{\displaystyle {\begin{aligned}&3(b^{2}-c^{2})(c^{2}-a^{2})(a^{2}-b^{2})(a^{2}yz+b^{2}zx+c^{2}xy)\\[6pt]&{}+(x+y+z)\left(\sum _{\text{cyclic}}b^{2}c^{2}(b^{2}-c^{2})(b^{2}+c^{2}-2a^{2})x\right)=0\end{aligned}}}
Центр кола Паррі також є чудовою точкою трикутника і згаданий під назвою X(351) в Енциклопедії центрів трикутника. Трилінійні координати центра кола Паррі рівні
{\displaystyle f(a,b,c):f(b,c,a):f(c,a,b)}, де {\displaystyle f(a,b,c)=a(b^{2}-c^{2})(b^{2}+c^{2}-2a^{2})}.

## Точка Паррі
Коло Паррі і описане коло трикутника {\displaystyle ABC} перетинаються в двох точках. Одна з них — фокус параболи Кіперта трикутника {\displaystyle ABC}. Інша точка перетину називається точкою Паррі трикутника {\displaystyle ABC}.
Трилінійні координати точки Паррі дорівнюють
{\displaystyle (a/(2a^{2}-b^{2}-c^{2}):b/(2b^{2}-c^{2}-a^{2}):c/(2c^{2}-a^{2}-b^{2}))}
Точку перетину кола Паррі і описаного кола трикутника {\displaystyle ABC}, яка є фокусом гіперболи Кіперта трикутника {\displaystyle ABC}, згадано під назвою X(110) в Енциклопедії центрів трикутника. Трилінійні координати цієї точки
{\displaystyle (a/(b^{2}-c^{2}):b/(b^{2}-a^{2}):c/(a^{2}-b^{2}))}